# Tartarski biftek
Tartarski ili tatarski biftek je jelo koje se priprema od govedine ili konjskog mesa koji je, prema jednoj od predaja, dobio ime po tatarskim konjanicima. Navodno su, u nedostatku stroja za mljevenje mesa, stavili goveđe odreske pod sedlo i jahali na njima dva dana. Tako su dobili meso pogodno za mazanje na kruh. 